# Établissement public territorial Plaine Commune
L'établissement public territorial (EPT) Plaine Commune est une structure intercommunale française, créée le 1er janvier 2016 dans le cadre de la mise en place de la métropole du Grand Paris et située dans le département de la Seine-Saint-Denis en région Île-de-France.
L'EPT succède à une communauté d'agglomération éponyme créée en 2001 et qui avait le même territoire et comprenait neuf communes : Aubervilliers, La Courneuve, Épinay-sur-Seine, L'Île-Saint-Denis, Saint-Ouen-sur-Seine, Stains, Villetaneuse, Pierrefitte-sur-Seine et Saint-Denis, ces deux dernières formant une commune nouvelle depuis 2025.
Il est contigu des arrondissements du nord de Paris (17e, 18e et 19e) qui jouxtent les communes de Saint-Ouen, de Saint-Denis et d'Aubervilliers.

## Histoire

### Processus constitutif
Au milieu des années 1980, les maires de Saint-Denis et d'Aubervilliers, Marcelin Berthelot et Jack Ralite, constatent que la Plaine Saint-Denis est sinistrée. Or, trente ans plus tôt, c'était la plus importante zone industrielle d'Europe. Le 9 octobre 1985, ils créent le Syndicat intercommunal « Plaine Renaissance » avec Saint-Ouen et le conseil général de la Seine-Saint-Denis. Leur projet urbain comporte notamment l'aménagement de gares RER.
En 1998, dix villes lancent une charte intercommunale autour d'objectifs communs de développement : Aubervilliers, Épinay-sur-Seine, La Courneuve, L'Île-Saint-Denis, Pierrefitte-sur-Seine, Saint-Denis, Saint-Ouen, Stains, Villetaneuse et Pantin.
En 1999, la loi dite Chevènement instaure les communautés de communes et d’agglomération. Cinq des dix villes signataires de la charte créent, le 1er janvier 2000, la communauté de communes Plaine Commune qui, un an plus tard, devient une communauté d'agglomération.
Le 1er janvier 2003, la communauté d’agglomération est rejointe par Stains et L'Île-Saint-Denis, suivant l'avis de votations citoyennes tenues le 29 septembre 2002.
Le 1er janvier 2005, La Courneuve devient la huitième commune de la communauté, à la suite également d'un votation citoyenne.
Enfin, le 1er janvier 2013, Saint-Ouen devient la neuvième commune de la communauté, à la suite d'une votation citoyenne.
Ces votations non reconnues par la Préfecture ont associé les habitants de nationalité extra-européenne aux citoyens du territoire.
C'est alors la plus peuplée des intercommunalités à fiscalité propre d'Île-de-France, avec 411 367 habitants en 2012, devant la communauté d'agglomération Est Ensemble (399 300 habitants en 2012), elle aussi située en Seine-Saint-Denis, et la communauté d'agglomération Grand Paris Seine Ouest (GPSO), avec ses 331 602 habitants, dans les Hauts-de-Seine. Elle comptait par ailleurs 136 000 salariés et 12 000 entreprises, ainsi que 45 000 étudiants, deux universités (université Paris-VIII et université Paris-XIII) et 70 laboratoires de recherche.
Dans le cadre de la mise en place de la métropole du Grand Paris, la loi portant nouvelle organisation territoriale de la République du 7 août 2015 (loi NOTRe) prévoit la création d'établissements publics territoriaux (EPT), qui regroupent l'ensemble des communes de la métropole à l'exception de Paris, et assurent des fonctions de proximité en matière de politique de la ville, d'équipements culturels, socioculturels, socio-éducatifs et sportifs, d'eau et assainissement, de gestion des déchets ménagers et d'action sociale. Les EPT exercent également les compétences que les communes avaient transférées aux intercommunalités supprimées.
L'EPT Plaine Commune créé par un décret du 11 décembre 2015 succède à la communauté d'agglomération Plaine Commune, et regroupe l'ensemble des communes  de l'arrondissement de Saint-Denis, situé à l'extrémité ouest du département de la Seine-Saint-Denis et jouxtant le nord de Paris.
Le 1er janvier 2025, Pierrefitte-sur-Seine fusionne au sein de Saint-Denis, qui prend le statut de commune nouvelle. Le nombre de communes regroupées est donc réduit de neuf à huit, sans modification du territoire géré par l'EPT.

### Identité visuelle (logo)

Logo jusqu'en 2013
mars 2013

## Géographie

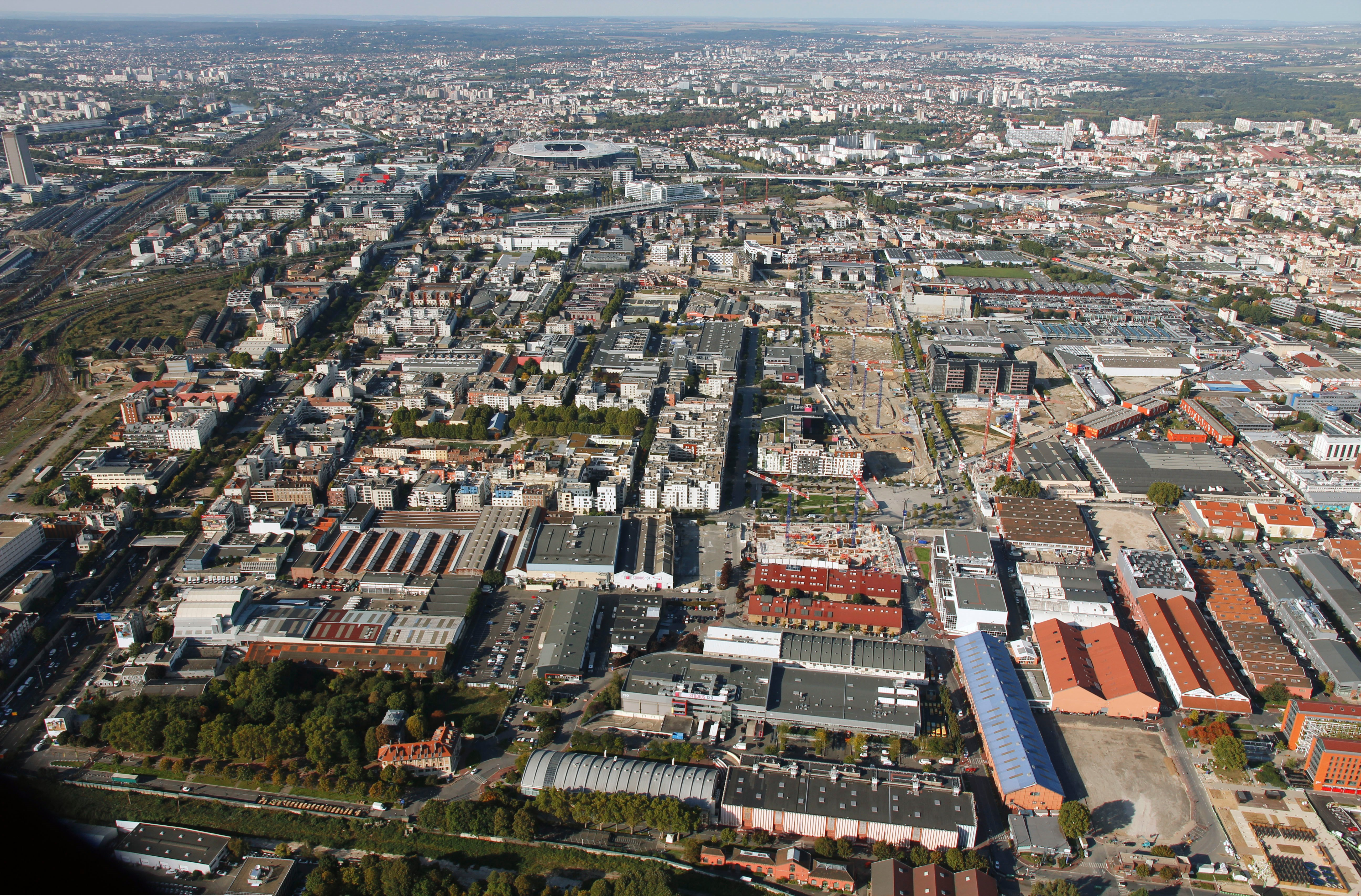
La Plaine Saint-Denis : Au premier plan les EMGP, au second plan la place du Front populaire et le futur campus Condorcet, à l'arrière plan le Stade de France et la ville de Saint-Denis.

### Territoire de l'établissement
Le territoire de l'établissement est limitrophe de trois arrondissements du nord de Paris. Il se trouve donc en première couronne de l'agglomération parisienne, essentiellement dans une plaine alluviale, sur un terrain largement urbanisé.
L'établissement forme la pointe sud de la Plaine de France avec, notamment, La Plaine Saint-Denis.
Plaine Commune est irrigué par plusieurs axes majeurs de communication dont l'autoroute A1, entre Paris et l'aéroport de Roissy-Charles de Gaulle, l'autoroute A86, trois des cinq lignes du RER, des trains de banlieue Transilien, la Seine et le canal Saint-Denis. Il est aisément accessible depuis les aéroports de Charles-de-Gaulle et du Bourget.
Il compte deux monuments emblématiques de son lien au passé et au présent : la basilique de Saint-Denis, nécropole des rois de France, et le stade de France, achevé en 1998 et qui est le plus grand stade de France en configuration football/rugby.
Le territoire compte 155 000 salariés dans 13 000 entreprises. Le secteur de La Plaine Saint-Denis, ancienne première zone industrielle d'Europe mais lourdement désagrégée par sa désindustrialisation, constitue désormais le troisième pôle tertiaire d'Île-de-France.
L'EPT Plaine Commune est aussi le second pôle Sorbonne Paris Nord, rejoints en 2019 par le campus Condorcet à Aubervilliers, auxquelles il faut ajouter un IUFM, un IUT, la Maison des sciences de l'Homme, le conservatoire national des arts et métiers (CNAM), des BTS, des classes préparatoires, l'Académie des arts du cirque Annie Fratellini.
Deux hôpitaux appartenant au centre hospitalier de Saint-Denis se situent aussi sur son territoire (2400 agents y travaillent dans neuf pôles d'activités). Le secteur privé est également représenté avec plusieurs cliniques.
Il existe un mélange d'habitat social et d'habitat privé dégradé, notamment à Saint-Denis et Aubervilliers, avec une population sensiblement plus pauvre que la moyenne de l'Île-de-France et marquée par la précarité. Toutes les villes de l'EPT bénéficient à des degrés divers de dispositifs de la politique de la ville.
Le territoire compte plusieurs parcs majeurs, dont le parc Georges-Valbon et celui de l'Île-Saint-Denis (tous deux classés Natura 2000), le Parc de la Légion d'honneur à Saint-Denis et les contreforts de la Butte Pinson.

### Communes membres

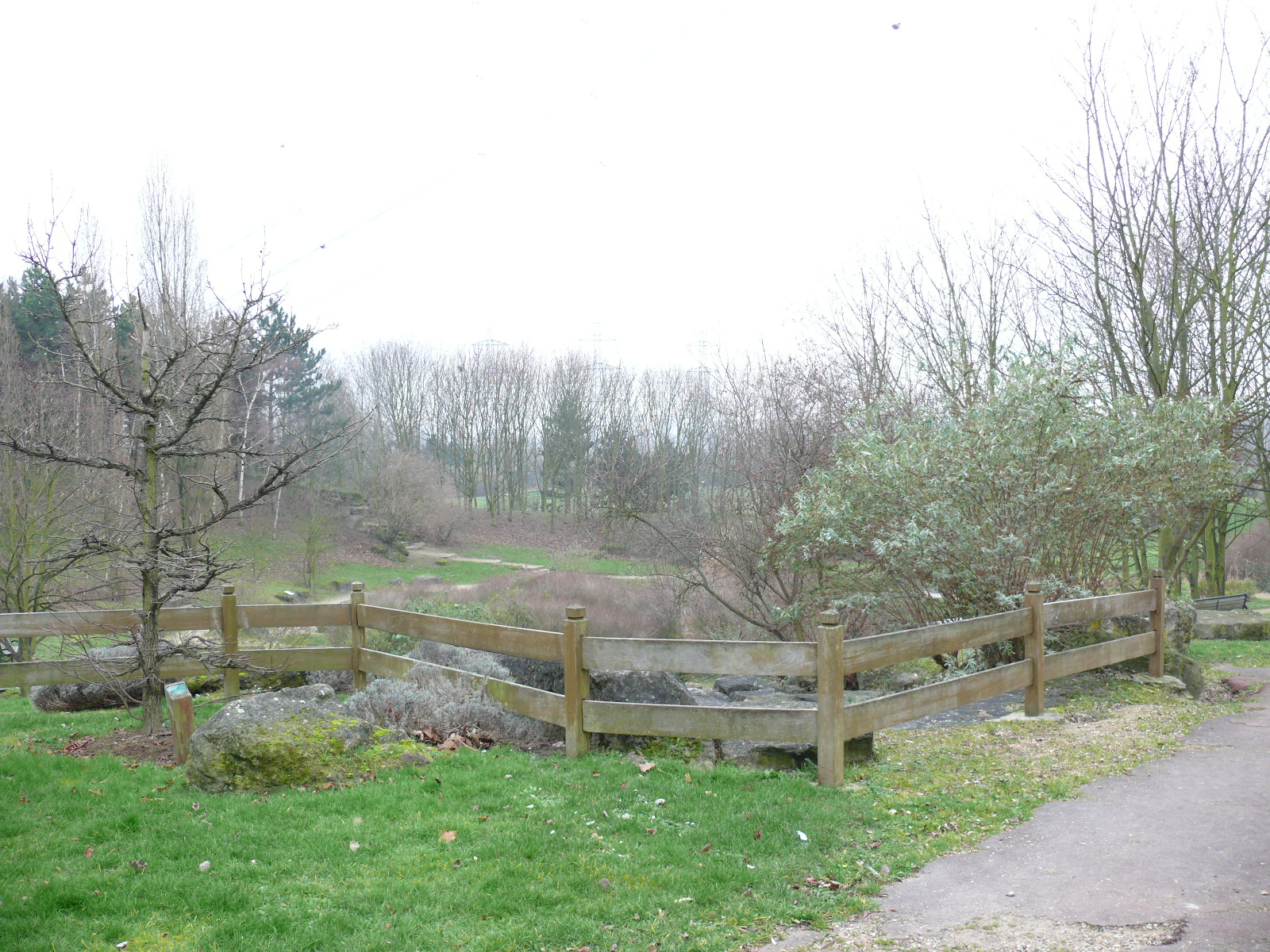
Le parc départemental de Villetaneuse

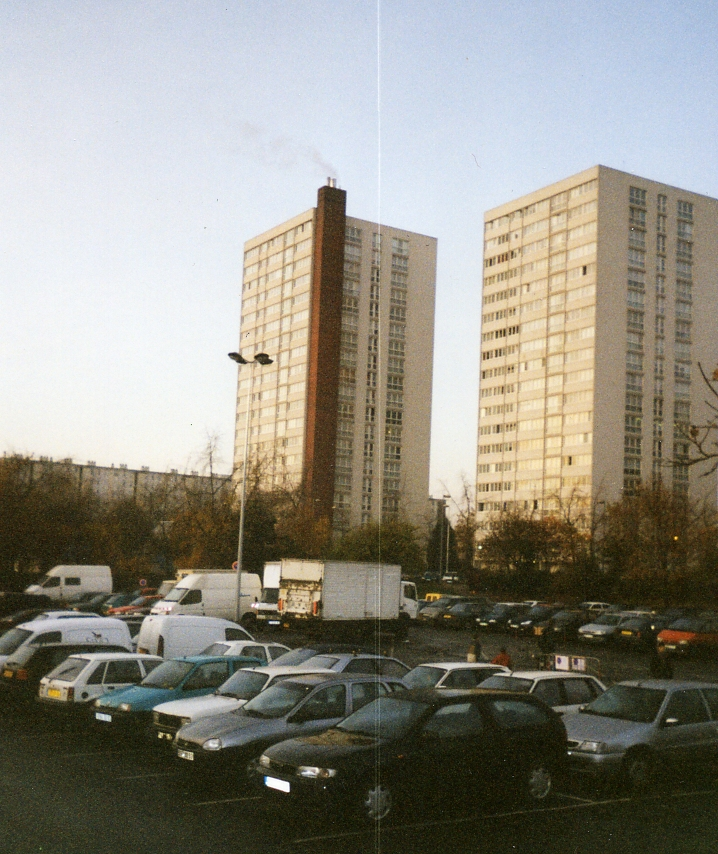
Un grand ensemble à Aubervilliers

En 2025, et après la fusion de Pierrefitte-sur-Seine au sein de Saint-Denis, dont la population de référence de 148 907 habitants  en 2025 , Plaine Commune rassemble les huit communes de l'arrondissement de Saint-Denis : 
| Nom                  | Code Insee | Gentilé           | Superficie (km2) | Population (dernière pop. légale) | Densité (hab./km2) |
| -------------------- | ---------- | ----------------- | ---------------- | --------------------------------- | ------------------ |
| Saint-Denis (siège)  | 93066      | Dionysiens        | 15,77            | 148 907 (2022)                    | 9 442              |
| Aubervilliers        | 93001      | Albertivillariens | 5,76             | 89 489 (2022)                     | 15 536             |
| La Courneuve         | 93027      | Courneuviens      | 7,52             | 47 086 (2022)                     | 6 261              |
| Épinay-sur-Seine     | 93031      | Spinassiens       | 4,57             | 53 564 (2022)                     | 11 721             |
| L'Île-Saint-Denis    | 93039      | Ilodionysiens     | 1,77             | 8 682 (2022)                      | 4 905              |
| Saint-Ouen-sur-Seine | 93070      | Audoniens         | 4,31             | 53 041 (2022)                     | 12 306             |
| Stains               | 93072      | Stanois           | 5,39             | 40 600 (2022)                     | 7 532              |
| Villetaneuse         | 93079      | Villetaneusiens   | 2,31             | 12 432 (2022)                     | 5 382              |

Saint-Denis est la commune la plus étendue et la plus peuplée de l'établissement mais sa densité de population est dans la moyenne des villes qui le compose.

### Collectivités voisines
Le territoire de Plaine Commune est bordé par : 
- Paris, au sud (17e, 18e et 19e arrondissements) ;
- l'établissement public territorial Boucle Nord de Seine, à l'ouest, avec Argenteuil, Gennevilliers, Villeneuve-la-Garenne, Asnières-sur-Seine et Clichy ;
- la communauté d'agglomération Plaine Vallée, au nord-nord-ouest, avec Saint-Gratien, Enghien-les-Bains, Deuil-la-Barre et Montmagny ;
- la communauté d'agglomération Roissy Pays de France, au nord-nord-est, avec Sarcelles et Garges-lès-Gonesse ;
- l'établissement public territorial Paris Terres d'Envol, à l'est, avec Dugny, Le Bourget et Drancy ;
- l'établissement public territorial Est Ensemble, au sud-est, avec Bobigny et Pantin.

### Transports collectifs
Le territoire de Plaine Commune est desservi par le train, le métro et le tramway ainsi que de nombreuses lignes de bus.

#### RER / Transilien
- : La Plaine - Stade de France, La Courneuve - Aubervilliers
- : Saint-Ouen, Épinay-sur-Seine
- : Stade de France - Saint-Denis, Saint-Denis, Pierrefitte - Stains
- : Saint-Denis, Épinay - Villetaneuse

#### Métro
- : Quatre-Chemins, Fort d'Aubervilliers, La Courneuve - 8 Mai 1945

- : Front populaire, Aimé Césaire, Mairie d’Aubervilliers

- : Garibaldi, Mairie de Saint-Ouen, Carrefour Pleyel, Saint-Denis - Porte de Paris, Basilique de Saint-Denis, Saint-Denis - Université

- : Saint-Ouen, Mairie de Saint-Ouen, Saint-Denis Pleyel

#### Tramway
- : 13 stations sur L'Île-Saint-Denis, Saint-Denis et La Courneuve
- : 11 stations sur Saint-Denis et Pierrefitte-sur-Seine
- : 17 stations sur Saint-Denis, Épinay-sur-Seine et Villetaneuse
- : Épinay-sur-Seine, Épinay - Villetaneuse, Villetaneuse-Université, Pierrefitte - Stains, Stains-La Cerisaie, Dugny - La Courneuve

### Démographie
| 1968    | 1975    | 1982    | 1990    | 1999    | 2010    | 2015    | 2021    | 2022    |
| ------- | ------- | ------- | ------- | ------- | ------- | ------- | ------- | ------- |
| 371 054 | 369 509 | 361 965 | 360 080 | 347 250 | 403 915 | 429 266 | 451 934 | 453 801 |

La population a donc cru de 1,4 % par an entre 2011 et 2016, et de 0,7 % par an entre 2016 et 2022.
Le territoire de Plaine Commune est particulièrement touché par la pauvreté et la précarité : 
- Avec un taux de pauvreté de 35,4 % en 2020 (au sens de l'Insee)[10], c'est l'intercommunalité de France métropolitaine dont la population est la plus pauvre[11].
- Son taux de chômage des 15-64 ans en 2020 est de 20,1 % (au sens de l'Insee), à comparer à 11,8 % en Île-de-France et 12,7 en France entière[12]., malgré une croissance annuelle de l'emploi total qui a augmenté de 1 % chaque année entre 2014 et 2020 (contre 0,4 % en Île-de-France et en France entière sur la même période)[13].
- Seulement 39,5 % des ménages fiscaux sont imposés à l'impôt sur le revenu en 2020, contre 63,1 % en île-de-France : le revenu annuel médian des habitants (par unité de consommation, en 2020) est de 16 130 € a comparer à celui de l'ensemble des franciliens, qui s'établit à 24 490 €[12].

### Habitat - logement
| Logements                                        | Nombre en 2009 | % en 2009 | nombre en 2014 | % en 2014 | nombre en 2020 | % en 2020 |
| ------------------------------------------------ | -------------- | --------- | -------------- | --------- | -------------- | --------- |
| Total                                            | 161 381        | 100 %     | 170 346        | 100 %     | 187 601        | 100 %     |
| Résidences principales                           | 151 582        | 93,9 %    | 159 130        | 93,4 %    | 172 869        | 92,1 %    |
| → Dont HLM                                       | 63 432         | 41,8 %    | 63 479         | 39,9 %    | 66 452         | 38,4 %    |
| Résidences secondaires et logements occasionnels | 1 027          | 0,6 %     | 1 144          | 0,7 %     | 2 428          | 1,3 %     |
| Logements vacants                                | 8 772          | 5,4 %     | 10 072         | 5,9 %     | 12 304         | 6,6 %     |
| Dont :                                           |                |           |                |           |                |           |
| → maisons                                        | 20 699         | 12,8 %    | 21 355         | 12,5 %    | 21 310         | 11,4 %    |
| → appartements                                   | 135 524        | 84,0 %    | 144 571        | 84,9 %    | 161 198        | 85,9 %    |

## Fonctionnement

Siège de Plaine Commune à Saint-Denis.

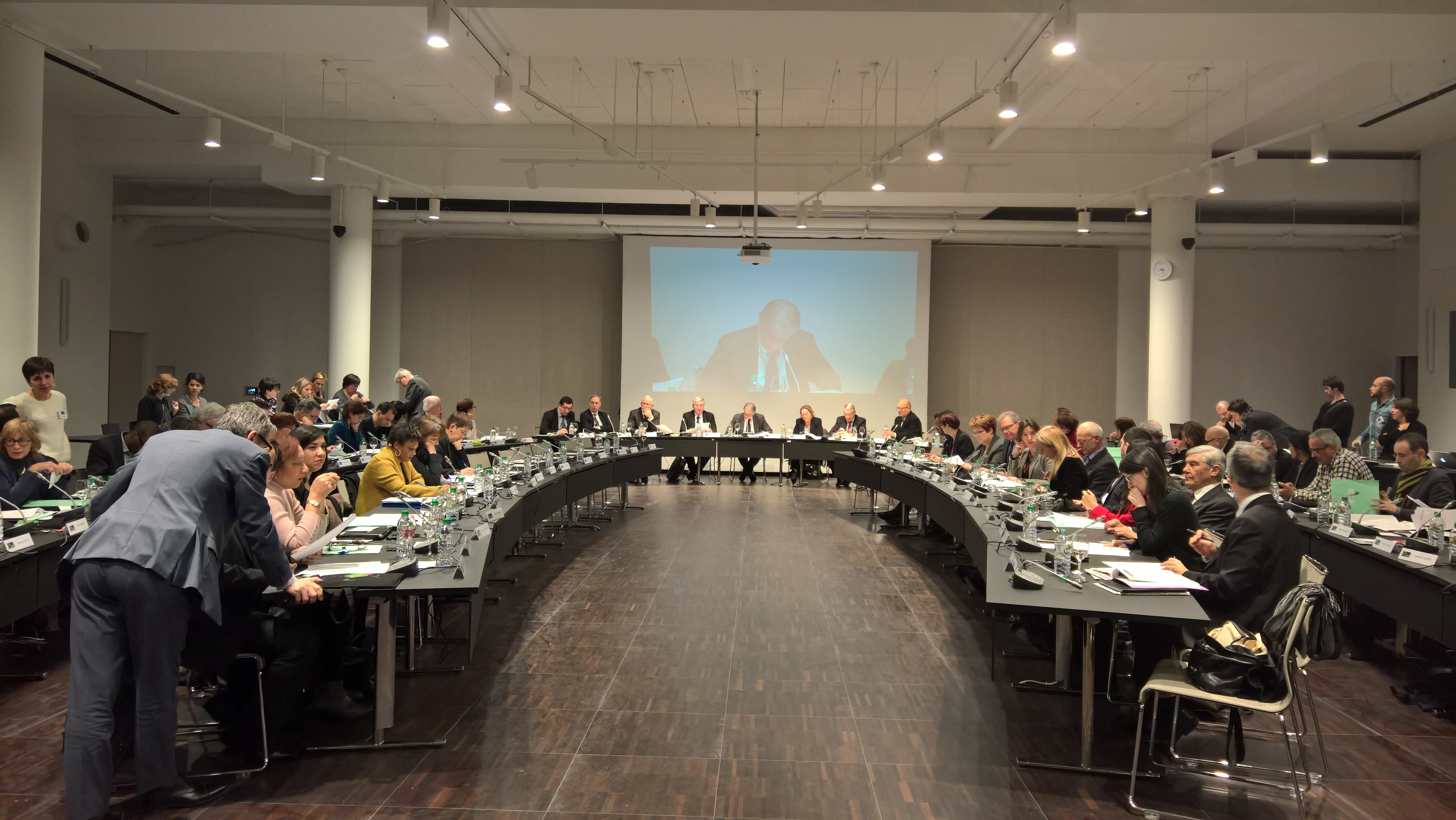
Premier conseil de l'établissement public territorial Plaine Commune, le 19 janvier 2016.

### Siège
Si le siège est à La Plaine Saint-Denis, 21 avenue Jules-Rimet, en face du Stade de France, l'établissement public dispose de locaux dans les communes membres, afin que les unités territoriales (urbanisme, habitat, voirie...) puissent abriter des locaux techniques ou accueillir le public.
En 2013, Plaine commune est devenu propriétaire de l'immeuble Le Mondial, loué jusque-là.

### Élus
La Communauté d'agglomération était administrée par son conseil communautaire constitué, pour le mandat 2014-2015, de 72 conseillers communautaires. Ceux-ci étaient également des conseillers municipaux représentant chacune des communes membres, répartis à raison de deux conseillers par ville, plus un conseiller supplémentaire par tranche entamée de huit mille habitants, soit :
- Aubervilliers : 12 ;
- Épinay-sur-Seine : 9 ;
- L'Île-Saint-Denis : 3 ;
- La Courneuve : 7 ;
- Pierrefitte-sur-Seine : 6 ;
- Saint-Denis : 16 ;
- Saint-Ouen : 8 ;
- Stains : 7 ;
- Villetaneuse :4[17].

Compte tenu des accords politiques que se sont donnés l'agglomération et les villes, chacun des maires des communes qui composaient la communauté d'agglomération était automatiquement élu vice-président de la Communauté et disposait d'une délégation sectorielle du président, quelle que soit son étiquette politique.
L'établissement public territorial créé le 1er janvier 2016 est doté d'un conseil de territoire de 80 membres, nommés en leur sein par les conseils municipaux, et où les petites communes sont moins représentées qu'à l'époque de la communauté d'agglomération, soit : 
- Aubervilliers : 15 ;
- Épinay-sur-Seine : 11 ;
- L'Île-Saint-Denis : 1 ;
- La Courneuve : 8 ;
- Pierrefitte-sur-Seine : 5 ;
- Saint-Denis : 22 ;
- Saint-Ouen-sur-Seine : 9 ;
- Stains : 7 ;
- Villetaneuse : 2

Lors de la réunion du 19 janvier 2016, le conseil de territoire a élu son président, Patrick Braouezec, qui avait présidé la communauté d'agglomération éponyme depuis 2005, ainsi que les 16 vice-présidents (dont les 9 maires des villes membres) et les 13 autres membres du bureau pour la mandature 2016-2020,.

### Liste des présidents
Le premier président de Plaine-Commune a été Jacques Poulet, maire de Villetaneuse (1992-2008).
Patrick Braouezec, député (1997-2012) et ancien maire de Saint-Denis a repris la fonction le 11 janvier 2005. Il a été réélu en 2008 et 2014, ce dernier scrutin étant marqué par les enjeux relatifs à la mise en place de la métropole du Grand Paris et la suppression des intercommunalités de la Petite couronne le 1er janvier 2016, . Mathieu Hanotin, maire de Saint-Denis, (PS) est élu président de Plaine Commune le 16 juillet 2020.
| Période         | Période          | Identité           | Étiquette                         | Qualité |
| --------------- | ---------------- | ------------------ | --------------------------------- | --- |
| janvier 2000    | 2005             | Jacques Poulet     | PCF                               | Salarié de GDF Maire de Villetaneuse (1992 → 2008) Président du SIPPEREC (1995 → 2008)                                                              |
| 11 janvier 2005 | 31 décembre 2015 | Patrick Braouezec, | PCF puis FASE (devenu Ensemble !) | Instituteur Député de la Seine-Saint-Denis (2de circ.) (1997 → 2012) Président de Paris Métropole (2011 → 2012) Conseiller municipal de Saint-Denis |

| Période         | Période         | Identité          | Étiquette           | Qualité |
| --------------- | --------------- | ----------------- | ------------------- | --- |
| 19 janvier 2016 | 16 juillet 2020 | Patrick Braouezec | Ensemble ! puis PCF | Instituteur Conseiller métropolitain (2016 → 2020) Vice-président de la métropole du Grand Paris (2016 → 2020) Conseiller municipal de Saint-Denis ( → 2020) Président du conseil de surveillance de la SGP (2018 → 2020) |
| 16 juillet 2020 | En cours        | Mathieu Hanotin   | PS                  | Conseiller départemental de Seine-Saint-Denis (2015 → 2021) Maire de Saint-Denis (depuis 2020) |

Les Présidents de Plaine Commune
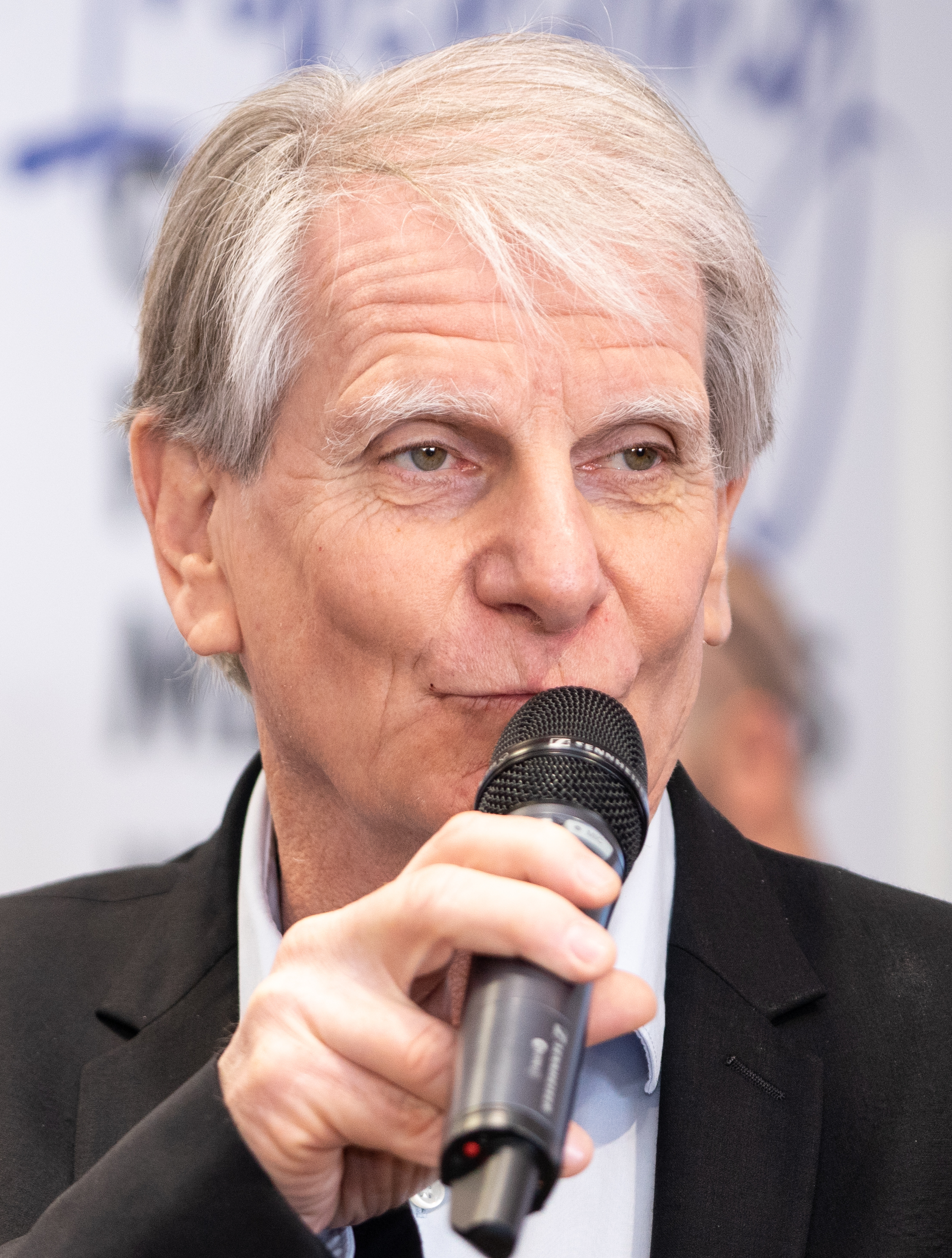
Patrick Braouezec, (de 2005 à 2020)
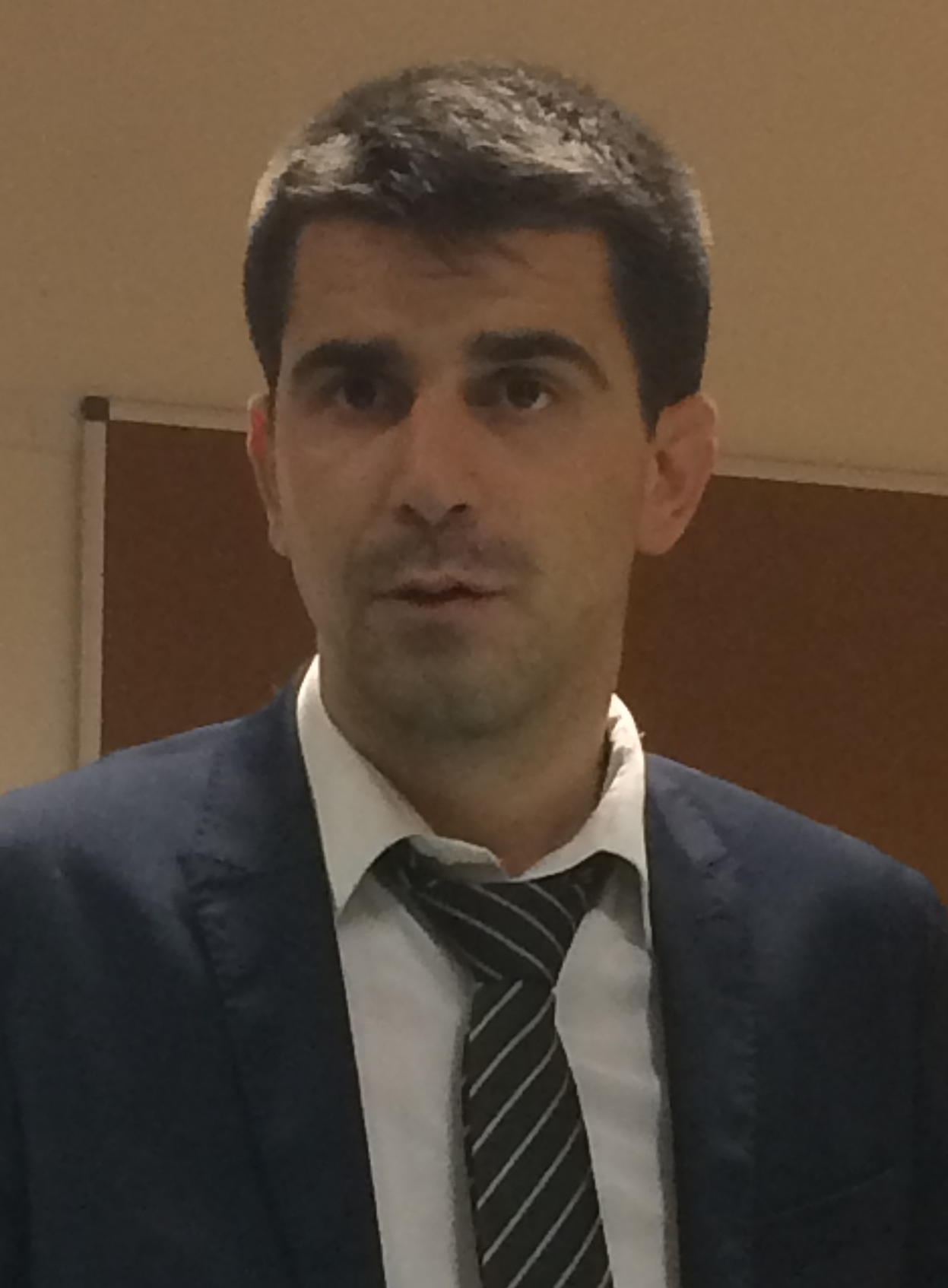
Mathieu Hanotin. (depuis 2020)

### Conseil de développement
La Communauté d'agglomération s'est dotée d'un Conseil de développement, comité consultatif représentant "la société civile" de l'agglomération.
C'est un espace de concertation et de débat qui se veut un reflet de la diversité du territoire. Il est composé de 80 femmes et hommes, acteurs associatifs et institutionnels, chefs d'entreprises, syndicalistes, chargés d'émettre des propositions pour les projets de la communauté d'agglomération en direction des élus.

### Compétences de Plaine-Commune
L'établissement public territorial exerce les compétences qui lui sont assignées par la loi, et qui relèvent essentiellement de la politique de la ville, de la construction et de la gestion d'équipements culturels, socioculturels, socio-éducatifs et sportifs d'intérêt territorial, de l'assainissement et de l'eau, de la gestion des déchets ménagers et assimilé et de l'action sociale d'intérêt territorial. Il a également la charge d'élaborer un plan local d'urbanisme intercommunal (PLUI).
Il exerce également les compétences qui avaient été délégués par les Villes à l'ancienne communauté d'agglomération, et qui étaient :
- l'aménagement urbain ;
- l'environnement ;
- l'habitat ;
- les transports ;
- le développement économique ;
- le développement numérique ;
- l'insertion et l'emploi ;
- la recherche et l'enseignement supérieur ;
- la création ou l’aménagement et l’entretien des voiries, places et espaces verts ;
- l'assainissement ;
- la propreté, la collecte et le traitement des déchets ;
- la politique de la ville ;
- le tourisme ;
- la lecture publique ;
- la construction, l’aménagement, l’entretien et la gestion d’équipements culturels et sportifs d’intérêt communautaire[29].

### Régime fiscal et budget
La communauté d'agglomération percevait la fiscalité professionnelle unique (ex-taxe professionnelle unique), qui permettait une péréquation des ressources fiscales à l'échelle du territoire communautaire.
L'EPT est un EPCI sans fiscalité propre, c'est-à-dire que ses ressources proviennent essentiellement d'autres collectivités.
Les ressources de l'EPT varient selon la période.
- Au cours de la première phase, qui s’étend du 1er janvier 2016 au 31 décembre 2020, les EPT perçoivent néanmoins la cotisation foncière des entreprises (CFE), l'une des composantes de la fiscalité économique des entreprises.
- À compter du 1er janvier 2021, la totalité de la contribution économique territoriale est perçue par la Métropole du Grand Paris, modifiant ainsi le financement des EPT, qui seront alors financés entièrement par une contribution des communes membres.

## Projets et réalisations
Plaine commune est  très impliquée dans la candidature française infructueuse pour l'organisation des Jeux olympiques d'été de 2012 puis de l'accueil  de nombreuses compétitions et équipements  des Jeux olympiques d'été de 2024, qui auront un impact important sur son territoire.

### Aménagement du territoire
L'aménagement du territoire se concrétise par :
- la Cité du cinéma, le projet de Luc Besson, cinéaste, qui transforme un ancien site de production d'EDF dans le quartier de Pleyel pour y créer les plus grands studios de production cinématographique d'Europe (l'ajout d'un parc public à thème a été abandonné) ;
- la rénovation du centre-ville de Saint-Denis et d'Épinay-sur-Seine et le réaménagement de la Porte de Paris de Saint-Denis ;
- l'aménagement du quartier du Landy France à la Plaine Saint-Denis, pour accroître le nombre d'entreprises sur le territoire ;
- l'installation dans de nouveaux locaux de l'Académie du cirque Annie Fratellini dans le quartier du Landy, situé à proximité du Stade de France ;
- la poursuite de l'aménagement de la zone tertiaire et résidentielle du quartier de la Plaine Saint-Denis, autour du Stade de France ;
- l'aménagement du projet universitaire et urbain de Villetaneuse ;
- l'aménagement de la zone des Tartres à Pierrefitte et Stains, et notamment la construction d'un nouveau centre des Archives nationales à Pierrefitte ;
- le développement de zones d'activité secondaires pour artisans, petites et moyennes entreprises, notamment à Stains, Pierrefitte et Villetaneuse ;
- l'aménagement du quartier de la gare à La Courneuve, autour du centre d'archives du ministère des Affaires étrangères, de logements étudiants...

Plus généralement, la Communauté se dote de nombreux documents contribuant à définir et organiser son territoire, tels que le Schéma de cohérence territoriale (SCOT), approuvé le 23 octobre 2007, mais aussi un plan local de déplacements et un plan communautaire de l'environnement.

### Logement social
Plaine Commune a approuvé son Programme local de l'habitat qui détermine l'effort de construction à réaliser pour satisfaire aux besoins de logements du territoire.
Dans ce cadre, la communauté a créé un OPAC communautaire, "Plaine Commune Habitat". Cet organisme HLM créé en février 2005 a fusionné la plupart des organismes HLM créés autrefois par les villes, hors les offices municipaux d'Aubervilliers et de Saint-Ouen.
Plaine Commune a obtenu la signature, le 25 janvier 2006, d'un Contrat territorial de rénovation urbaine avec l'ANRU afin de garantir la réhabilitation et la restructuration de 24 quartiers dans les années qui viennent. Il s'agit des quartiers suivants :
- Émile Dubois-Lopez et Jules-Martin (Aubervilliers) ;
- Villette – 4 chemins (Aubervilliers) ;
- Quartiers Nord (Aubervilliers) ;
- Centre-Ville (Épinay-sur-Seine) ;
- 77, avenue d’Enghien (Épinay-sur-Seine) ;
- La Source – Les Presles (Épinay-sur-Seine) ;
- Orgemont (Épinay-sur-Seine) ;
- Centre-ville (La Courneuve) ;
- Les Clos - La Tour - Balzac (La Courneuve) ;
- Vieux-Barbusse - Grand ensemble Nord (La Courneuve) ;
- Centre-Ville (L’Île-Saint-Denis) ;
- Quartier des Poètes (Pierrefitte-sur-Seine) ;
- Langevin – Lavoisier (Pierrefitte-sur-Seine) ;
- Cité – Jardins (Stains) ;
- Clos Saint-Lazare (Stains) ;
- Moulin Neuf (Stains) ;
- Franc-Moisin – Bel Air (Saint-Denis) ;
- Floréal – Saussaie – Courtille (Saint-Denis) ;
- Double Couronne – Guynemer (Saint-Denis) ;
- Pierre-Semard (Saint-Denis) ;
- Joliot-Curie – Saint-Rémy (Saint-Denis) ;
- Cristino-Garcia – Landy (Saint-Denis / Aubervilliers) ;
- Projet universitaire et urbain (Villetaneuse) ;
- Centre-ville Nord (Villetaneuse).

Ce programme de 1,4 milliard d'euros (dont 120 millions d'euros à la charge de la Communauté) concerne 30 000 logements sociaux et 8 000 logements privés et bénéficiera au tiers de la population de la Communauté. Certains de ces projets sont d'ores et déjà engagés ou réalisés. D'autres en sont dans la phase de conception, de concertation ou de négociation.
Le territoire compte un peu plus de 30.000 demandes de logement social en attente.
Un vaste projet de rénovations est lancé en 2023 sur la commune d'Aubervilliers en partenariat avec la municipalité.

### Transports

#### Transports collectifs

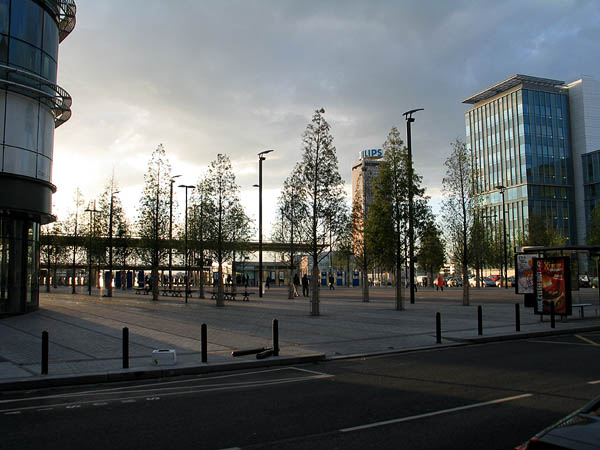
La Plaine Saint-Denis : rue du Landy, Gare du Stade de France - Saint-Denis

Lors du Conseil communautaire du 26 septembre 2006, les élus ont demandé à l'unanimité le financement et la réalisation rapide des projets inscrits au contrat de plan 2000-2006 : 
- tramway Saint-Denis - Garges-Sarcelles (ligne de tramway T5) (169 millions d'euros de 2007) ;
- prolongement de la ligne de tramway T1 à Asnières - Gennevilliers - Les Courtilles (154 M€ 2007) ;
- prolongement de la ligne 12 du métro jusqu’à la Mairie d'Aubervilliers et ouverture de la station Front populaire (225 M€ 2007) ;
- ligne de tramway T8 ou Tram'Y depuis Saint-Denis - Porte de Paris vers Épinay-sur-Seine et Villetaneuse (256 M€ 2007) ;
- T11 (1re phase) entre Épinay et Le Bourget (422 M€ 2007) ;
- projet d'amélioration du RER B  dit RER B Nord + (240 M€ 2007).

Ces projets sont soit réalisés (prolongement de la ligne de tramway T1 mis en service le 15 novembre 2012, ouverture de la station Front populaire le 18 décembre 2012, ligne de tramway T5 mise en service le 29 juillet 2013), soit en travaux.
Plaine Commune a demandé également, lors de ce conseil communautaire, l'inscription au contrat de projet 2007-2013 des projets suivants : 
- branche sud de la ligne de tramway T8 vers le Stade de France, la Plaine Saint-Denis, la Porte d'Aubervilliers jusqu'à la gare Rosa-Parks du RER E et prolongement du tramway des Maréchaux (173 M€ 2007) ;
- dédoublement de la ligne 13 du métro et prolongement à Stains - La Cerisaie (1 261 M€ 2007) ;
- ouverture des stations de la ligne 12 du métro jusqu’à la Mairie d’Aubervilliers (165 M€ 2007) ;
- prolongement de la ligne 12 du métro à la gare RER de La Courneuve - Aubervilliers (100 M€ 2007) ;
- prolongement de la ligne 7 du métro de la Courneuve au Parc des Expositions du Bourget et au Musée de l'air et de l'espace (410 M€ 2007) ;
- prolongement de la ligne 4 du métro à Carrefour Pleyel et connexion avec la future rocade Métro (220 M€ 2007).

Ces projets ne sont pas encore lancés.

#### Vélos en libre service

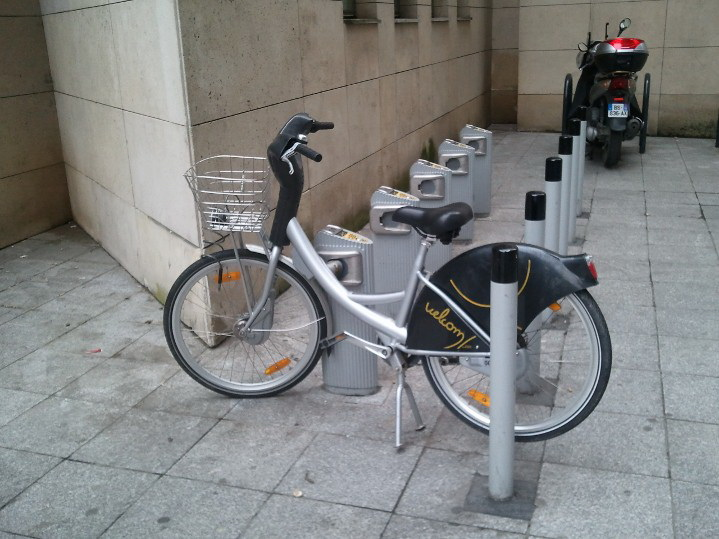
Velcom devant le centre administratif de Saint-Denis

Plaine Commune a signé en 2008 avec JCDecaux un marché d'affichage public de quinze années, qui prévoit notamment que l'entreprise installe sur les huit villes du territoire communautaire 450 vélos en libre-service ainsi que des abribus. En contrepartie, l'afficheur pourra installer de la publicité sur les 400 abribus qu'il renouvellera dans les villes.
Pour des raisons de respect des règles de concurrence prévues par la réglementation des achats publics, ce matériel, dit Velcom, comparable à celui installé à Paris (Vélib'), n'est pas identique. Les cyclistes qui voulaient passer le boulevard périphérique devaient changer de monture dans des stations mixtes où l'on trouvait les deux types de vélos. Ces stations parisiennes peuvent en effet être implantées en banlieue, mais à moins de 1,5 km de la limite de la capitale,.
La première phase de Velcom, avec 450 vélos, a commencé le 24 juin 2009 sur les villes d'Aubervilliers, de La Courneuve, de L'Île-Saint-Denis et Saint-Denis.
À la suite de vols répétés, le service a été interrompu de fait depuis l'été 2011, puis formellement supprimé à l'été 2012. Seules subsistent les stations Vélib' de banlieue situées sur le territoire de Plaine Commune.

### Énergie
Le Syndicat mixte des réseaux d'énergie calorifique (SMIREC) exploite avec son délégataire Plaine Commune Énergie un réseau de chaleur constitué de cinq chaufferies, les principales étant celles de Saint-Denis et de Stains, alimentées par la géothermie ou en bois provenant de moins de 100 km. Le réseau alimente l'équivalent de 41 000 logements,.
Une coopérative citoyenne d'énergie est créée en 2018 sur le territoire pour y installer des panneaux  photovoltaïques, avec des projets avancés pour des écoles à Épinay-sur-Seine et Pierrefitte-sur-Seine.

### Politique de la Ville
Le territoire de Plaine commune est fortement concerné par les dispositifs de la politique de la ville. Après le Contrat territorial de renouvellement urbain signé en janvier 2007, la communauté souhaite signer un CUCS d'agglomération en complément de celui des villes membres, afin de tenir compte des compétences de Plaine Commune relatives notamment à l'habitat-cadre de vie et à l'emploi-insertion.
Par ailleurs, Plaine Commune bénéficie de quatre zones franches(ZFU) situées à : 
- Épinay-sur-Seine, quartier d'Orgemont,
- à Stains, quartier du Clos Saint-Lazare
- La Courneuve, aux 4000
- Aubervilliers, quartier du Fort d'Aubervilliers

### Équipements sportifs et culturels

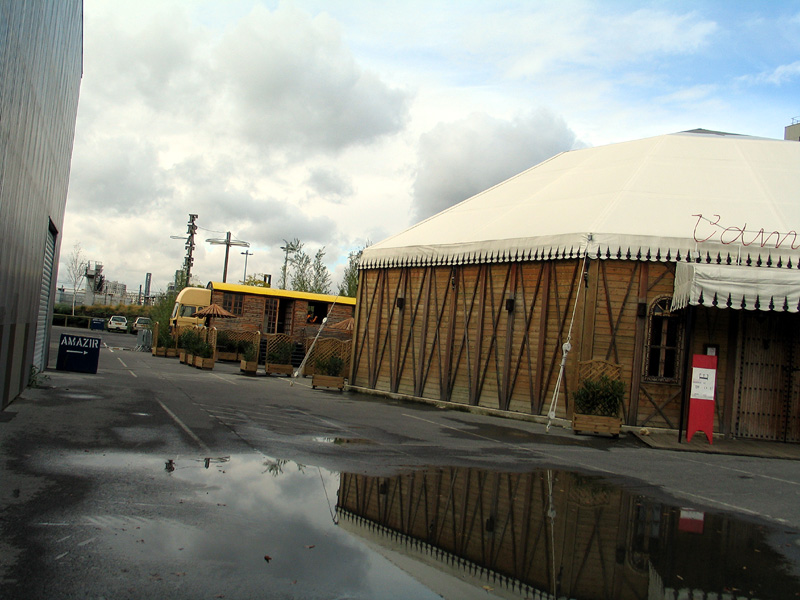
L'Académie des arts du cirque

#### Centre aquatique olympique
Prévu lors du projet d'aménagement lié au projet de Jeux olympiques Paris 2012, un centre aquatique devait être construit à Aubervilliers, dans le quartier du Landy, à proximité du canal Saint-Denis. Composé de cinq bassins, dont un extérieur, il devait recevoir 15 000 spectateurs sur des gradins démontables. La candidature de Paris aux Jeux olympiques d'été de 2024 relance le projet mais un autre site est choisi, à Saint-Denis, en face du stade de France.

#### Réseau des médiathèques
La communauté gère depuis le 1er janvier 2005 les médiathèques et bibliobus qu'avaient créés les villes, et construit de nouveaux équipements.
Le réseau des médiathèques de Plaine Commune compte aujourd'hui 24 médiathèques et 3 bibliobus.
Tous les services et offres des médiathèques sont entièrement gratuits pour les usagers, avec ou sans carte, habitants du territoire ou non. Les médiathèques prêtent des livres, des CD, des DVD, des méthodes de langues, des livres lus. Chaque personne inscrite a accès à l'ensemble des documents du réseau. Un système de réservation sur le site Internet du réseau est accessible aux usagers possédant une carte.
Elles proposent également l'inscription à la plateforme numérique la médi@TIC depuis octobre 2011, sur laquelle sont en libre accès : des longs et courts métrages, des méthodes de langues, des didacticiels (code de la route, informatique), des webradios, des jeux, etc.
Le réseau des médiathèques organise également toute l'année de très nombreuses manifestations culturelles, participatives et festives: expositions, ateliers multimédias, tournois de jeux vidéo et de société, débats citoyens, spectacles. Cette programmation événementielle est complémentaire aux actions et rendez-vous réguliers programmés toute l'année: lectures d'albums, ateliers de conversation pour les apprenants du français, ateliers philosophie pour les enfants, formation à l'informatique de base, accompagnement aux démarches administratives, permanences d'écrivains publics... L'accès à l'ensemble des activités est entièrement gratuit et ne nécessite pas de carte de prêt.

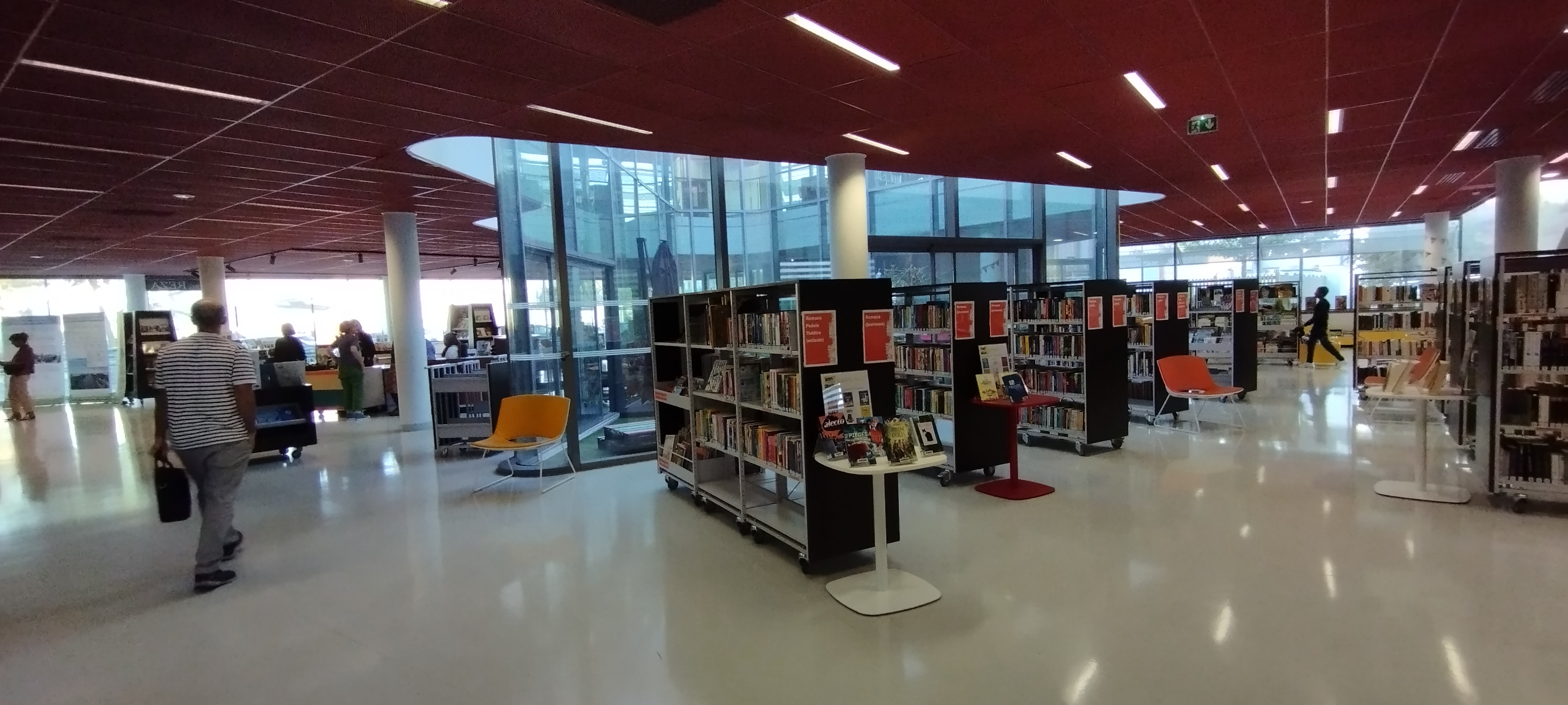
La médiathèque Flora Tristan, inaugurée en 2016.
Le bâtiment a été conçu par l'Atelier Bruno Huerre.

En 2012, le réseau des médiathèques de Plaine Commune a remporté le prix Livres Hebdo des bibliothèques catégorie animation, pour le projet permanent « Pour l'égalité femmes-hommes, les médiathèques s'engagent ». En 2015, le réseau remporte le Grand Prix Livres Hebdo des bibliothèques francophones, récompensant l'ensemble de ses actions en matière de création de nouveaux équipements, de développement de services innovants, de programmation culturelle et de médiation.
Depuis sa création, Plaine Commune a construit huit médiathèques : Ulysse et Don-Quichotte à Saint-Denis, Colette à Épinay-sur-Seine, Elsa Triolet  à L'Île-Saint-Denis, Aimé Césaire à La Courneuve, Flora Tristan à Pierrefitte-sur-Seine, Louis-Aragon à Stains et Annie Ernaux à Villetaneuse, ainsi qu'un service commun mutualisé, "Le Lieu Commun", à proximité de l'Académie Fratellini.